# Faramea campanella
Faramea campanella är en måreväxtart som beskrevs av Johannes Müller Argoviensis. Faramea campanella ingår i släktet Faramea och familjen måreväxter. Inga underarter finns listade i Catalogue of Life.